# Єгорова Наталія Володимирівна
Єгорова Наталія Володимирівна (дів. пріз. Бикова, нар. 13 вересня 1966) — радянська і російська тенісистка, тренер. Майстер спорту СРСР міжнародного класу.

## Біографія
У теніс почала грати з дев'яти років, перший тренер - В. М. Янчук , потім тренувалася у В. Ф. Васильєва . Виступала за ЦСКА. Чемпіонка СРСР серед дівчат в одиночному (1983) і парному (1983-1984) розрядах. Фіналістка Спартакіад народів СРСР в одиночному (1986), парному і змішаному (1991) розрядах. Чемпіон СРСР (1988, літо) і Росії (1996, зима) в парі; фіналіст чемпіонату СРСР в одиночному (1986-1987, зима), парному (1985, 1991, літо; 1987-1988, зима) і змішаному (1987, 1991, літо) розрядах. Переможець Всесоюзних зимових змагань 1991 року в парі. Чемпіон Москви в одиночному (1992, літо) і парному (1991, 1996, зима) розрядах. Переможець відкритої першості МГС ДСТ «Спартак» в одиночному (1985-1986) і фіналістка в парному (1984) розрядах. Входила в десятку найсильніших тенісисток СРСР і Росії; найкраще місце - 4-е (1985-1986, 1988). Володар «Кубка Гельвеція» (1982) у складі збірної команди СРСР серед дівчат. Чемпіонка Європи (1984) в парі серед дівчат. Фіналіст кубка «Оранж бол» (1984) і турніру «Virginia Slims» (1987) в Гамбурзі (з Лейлою Месхі) в парному розряді. Переможець парних змагань «Virginia Slims» в Канзасі (з Пархоменко) і Сінгапурі (з Медведєвою (1988). У складі збірної СРСР в 1985-1986 роках провела 14 матчів в Кубку Федерації (8-6).
На турнірах Великого шолома дебютувала в 1987 році на Вімблдонському турнірі - в першому колі поступилася американці Каміллі Бенджамін 5:7, 4:6, на US Open і першому колі програла канадці Хелен Келеса 6 (4):7, 5:7. У 1988 році на Roland Garros в першому колі поступилася американці Мішель Торрес 1:6, 2:6. На Вімблдоні в першому колі виграла у швейцарки Єви Крапль 6:3, 3:6, 6:3, у другому колі програла американці Барбарі Поттер 6:2, 4:6, 7:9. На US Open в першому колі виграла у француженки Алексія Дешоме 6:3, 4:6, 6:4, у другому колі поступилася американці Лорі Макніл 5:7, 3:6.
У професійному рейтингу значилася в 1986-2002 роках, найвища позиція - 76 - в лютому 1989.
Закінчила ДЦОЛІФК, працює тренером.